# 全力☆Summer!
『全力☆Summer!』（ぜんりょくサマー）は、音楽ユニット・angelaの26作目のシングル。2017年7月5日にKING AMUSEMENT CREATIVE
から発売された。

## 概要
- 前回シングル、Fripside×angela名義の「The end of escape」からは約半年ぶり、オリジナルシングル「DEAD OR ALIVE」からは約2年ぶりとなるシングル。
- カップリング曲がタイアップ曲でないのは、2014年発売の「シドニア」より3年ぶりである。
- アニメ盤と初回限定生産盤が発売され、アニメ盤は描き下ろしジャケット、初回限定生産版は「全力☆Summer!」のMusic Clipが収録されたBlu-rayが付属している。
- この曲のTV size ver.がついているのはアニメ盤のみである[注 1]。
- アニメ「アホガール」へのタイアップ曲であり、タイアップはライブ「angelaのミュージック・ワンダー★特大サーカス in 日本武道館 ~僕等は目指したShangri-La~」にて発表された。
- 本楽曲の販売促進を兼ね、「バナナの叩き売りを極限までかっこよくしたら、こうなった」というオモコロの記事にて、バナナの叩き売りを行った[注 2][1]。
- ラジオ「angelaのsparking!talking!show!」では、この楽曲とタイアップ先にちなんだコーナー「アホトーーク！」が行われた。

## 収録曲
-アニメ盤-
| 全作詞: atsuko、全作曲: atsuko・KATSU、全編曲: KATSU。 |                                       |        |               |      |
| #                                                      | タイトル                              | 作詞   | 作曲・編曲    | 時間 |
| 1.                                                     | 「全力☆Summer!」                      | atsuko | atsuko・KATSU | 3:54 |
| 2.                                                     | 「あんぢぇら音頭」                    | atsuko | atsuko・KATSU | 4:06 |
| 3.                                                     | 「全力☆Summer!」(TV size version)     | atsuko | atsuko・KATSU | 1:06 |
| 4.                                                     | 「全力☆Summer!」(off vocal version)   | atsuko | atsuko・KATSU | 3:53 |
| 5.                                                     | 「あんぢぇら音頭」(off vocal version) | atsuko | atsuko・KATSU | 4:06 |
| 合計時間:                                              | 合計時間:                             | 17:05  |               |      |

-初回限定生産盤-
【CD】
| 全作詞: atsuko、全作曲: atsuko・KATSU、全編曲: KATSU。 |                                       |        |               |      |
| #                                                      | タイトル                              | 作詞   | 作曲・編曲    | 時間 |
| 1.                                                     | 「全力☆Summer!」                      | atsuko | atsuko・KATSU | 3:54 |
| 2.                                                     | 「あんぢぇら音頭」                    | atsuko | atsuko・KATSU | 4:06 |
| 3.                                                     | 「全力☆Summer!」(off vocal version)   | atsuko | atsuko・KATSU | 3:53 |
| 4.                                                     | 「あんぢぇら音頭」(off vocal version) | atsuko | atsuko・KATSU | 4:06 |
| 合計時間:                                              | 合計時間:                             | 15:59  |               |      |

【Blu-ray】
「全力☆Summer!」Music Clip

## 楽曲解説
1. 全力☆Summer!
アニメ『アホガール』オープニングテーマ
  - スピード感あふれるアッパーチューン。
  - Music clipでは衣装やシチュエーションが目まぐるしくチェンジしており、撮影に19時間かかった[2]。
2. あんぢぇら音頭
  - A面曲の季節に合わせた、夏の楽曲。

## 収録アルバム
- 「全力☆Summer!」
  - オリジナルアルバム『Beyond』（#2）（2017年12月20日）
  - ベスト・アルバム『angela all time best 2010-2017』（ディスク2-#13）（2018年10月24日）
- 「あんぢぇら音頭」
  - 未収録

## 話題
この曲のBメロと、同じくangelaの楽曲「Shangri-La」のサビを繋げた動画が動画サイトなどで流行し、アニメ関係者やKATSUからの反応も上がっている。さらに2017年9月のライブ「angela 全力☆Live! 2017」では、angela本人により「全力☆Summer!」の途中で「Shangri-La」に変化する演出が行われた。2019年8月31日の「Animelo Summer Live 2019 -STORY-」でも「全力☆Summer!」から「Shangri-La」、さらには「シドニア」に変化する演出が行われている。

## カバー
- 棟方愛海（藤本彩花） -  ゲーム『アイドルマスター シンデレラガールズ スターライトステージ』に収録（2019年8月11日追加）。
- 愛本りんく（西尾夕香）・明石真秀（各務華梨）・大鳴門むに（三村遙佳）・渡月麗（志崎樺音） -  ゲーム『D4DJ Groovy Mix』に収録（2021年9月1日追加）。